# II. Sala Świty na Wawelu
II. sala Świty – jedna z komnat Zamku Królewskiego na Wawelu, wchodząca w skład ekspozycji Prywatnych Apartamentów Królewskich.
Sala wyposażona jest w meble barokowe, m.in. holenderskie szafy i angielski sekretarzyk (1688) oraz naczynia ceramiczne, głównie XVIII-wieczne wazony, wykonane w manufakturze w Delft w Holandii. Na ścianie obrazy holenderskie ze scenami rodzajowymi, m.in. pędzla Dircka Halsa, Pietera Pottera oraz Michiela van Muscher, a także pejzaże, m.in. Jakuba Ruisdaela - Bielenie płótna i Jana Botha - Pejzaż włoski.